# Prätschseen
Die Prätschseen sind zwei bei Arosa gelegene Bergseen in der Schweiz.

## Lage
Die Prätschseen liegen im oberen Schanfigg auf einem terrassenähnlichen, teilweise bewaldeten Hochplateau zwischen der Alp Prätsch und Maran, rund 500 Höhenmeter westlich oberhalb der Litzirüti. Sie befinden sich auf dem Gebiet der ehemaligen Schanfigger Gemeinde Peist. Seit Anfang 2013 gehören die Prätschseen zur Gemeinde Arosa.

## Ober Prätschsee
Der auf 1980 m ü. M. gelegene, aussichtsreiche Ober Prätschsee liegt am Schanfigger Höhenweg von Arosa Richtung Ochsenalp–Tschiertschen. Da er auch mit Mountainbike und Pferd gut erreichbar ist, erfreut er sich mit seiner fest eingerichteten Feuerstelle als Ausflugsziel grosser Beliebtheit.
Der Zufluss befindet sich zwischen Fahrsträsschen und dem See. Während der Schneeschmelze läuft das Wasser in Richtung Unter Prätschsee über. Im Sommer versiegt die Quelle allmählich, und der See trocknet langsam aus, sodass im Spätsommer meist nicht mehr gebadet werden kann. Aus diesem Grund verfügt der Ober Prätschsee auch über keine Fischbestände. Der Grund des Sees ist teilweise mit blockähnlichen Steinen belegt.
Unweit des Sees befindet sich der geschichtsträchtige Guisanplatz, von wo aus ein weiterer Wanderweg Richtung Scheidegg und Brüggerhorn-Weisshorn führt. Winters wird der Ober Prätschsee touristisch nicht direkt genutzt, er wird jedoch häufig von Schneeschuhwanderern besucht.

## Unter Prätschsee

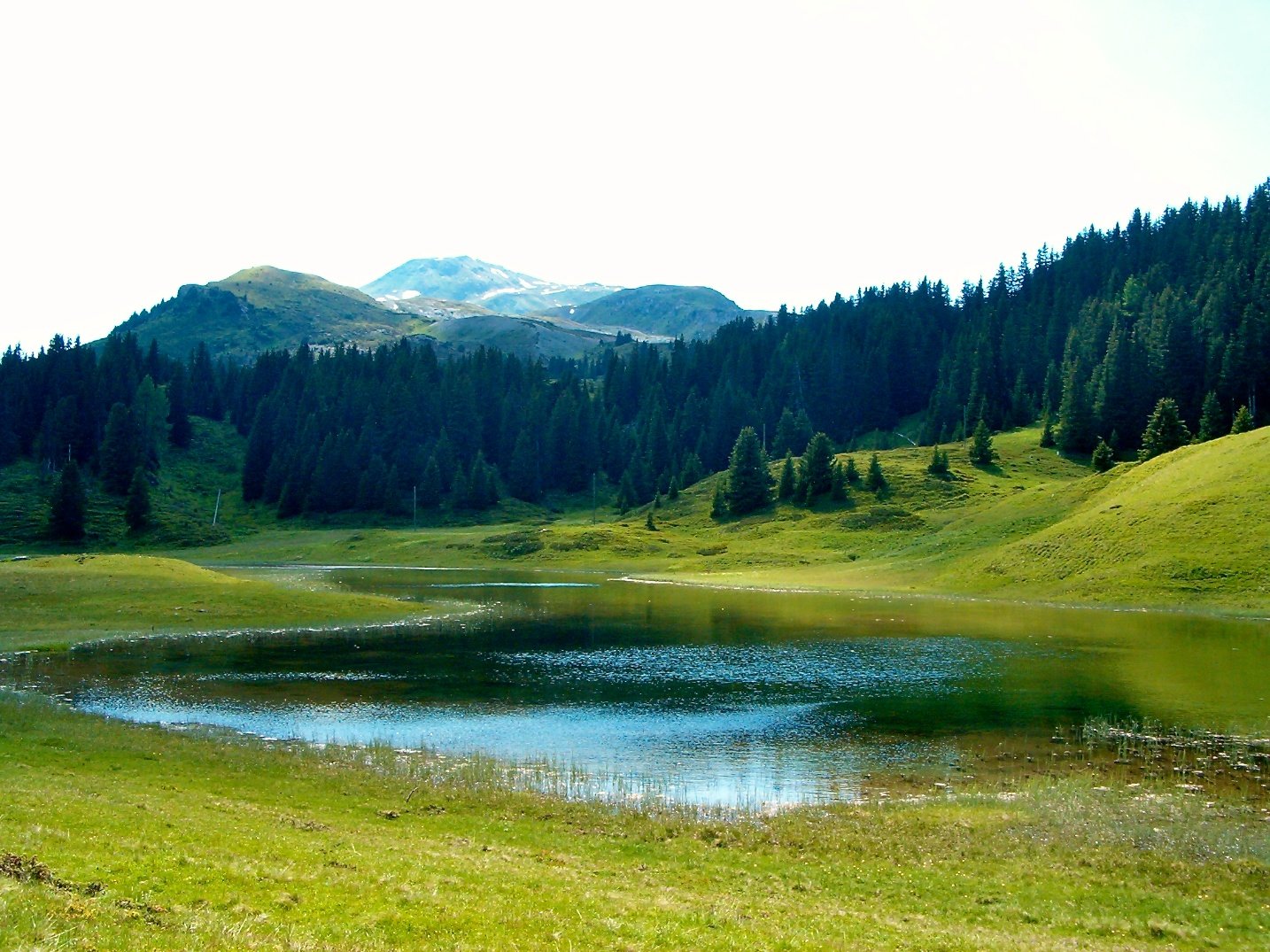
Der Unter Prätschsee gegen Südwesten

Der flächenmässig grössere Unter Prätschsee ist ein Nacken- oder Nischensee auf 1910 m.

### Entstehung
Der untere Prätschsee entstand durch die allmähliche Eintiefung eines Teils des vorzeitlichen Talbodens. Ein kleiner Zufluss ergiesst sich vom Hang unterhalb der Prätschalp in das nordwestliche Ufer des Sees. Der Abfluss erfolgt über den Seebach zur Litzirüti, wo er Arosabahn und Schanfiggerstrasse unterquert und beim Maschinenhaus von Arosa Energie in die Plessur mündet.

### Geschichte
1930 erhielt das Sporthotel Hof Maran die Erlaubnis, den See als Badeanstalt zu nutzen. Um genügend Badetiefe zu erhalten, wurde beim Abfluss ein rund zwei Meter hoher Erddamm errichtet. Die einheimischen Architekten Georg und Peter Brunold erstellten ein Badehäuschen in Form eines auf Stelzen stehenden Holzquaders mit einer freistehenden, turmartigen Rutschbahn. Nach einem schneereichen Winter verursachte eine aussergewöhnlich starke Schneeschmelze am Nachmittag des 4. Juni 1935 den Bruch des Damms. Der zuvor praktisch leere Ober Prätschsee hatte sich so schnell gefüllt, dass er überlief und das Wasser in den Unter Präschsee floss. Dieser trug noch eine Eisdecke, die aufgrund des grossen Zustroms unvermittelt einbrach. Das Seewasser schwappte über den schmalen Damm, der den Wassermassen nachgab.

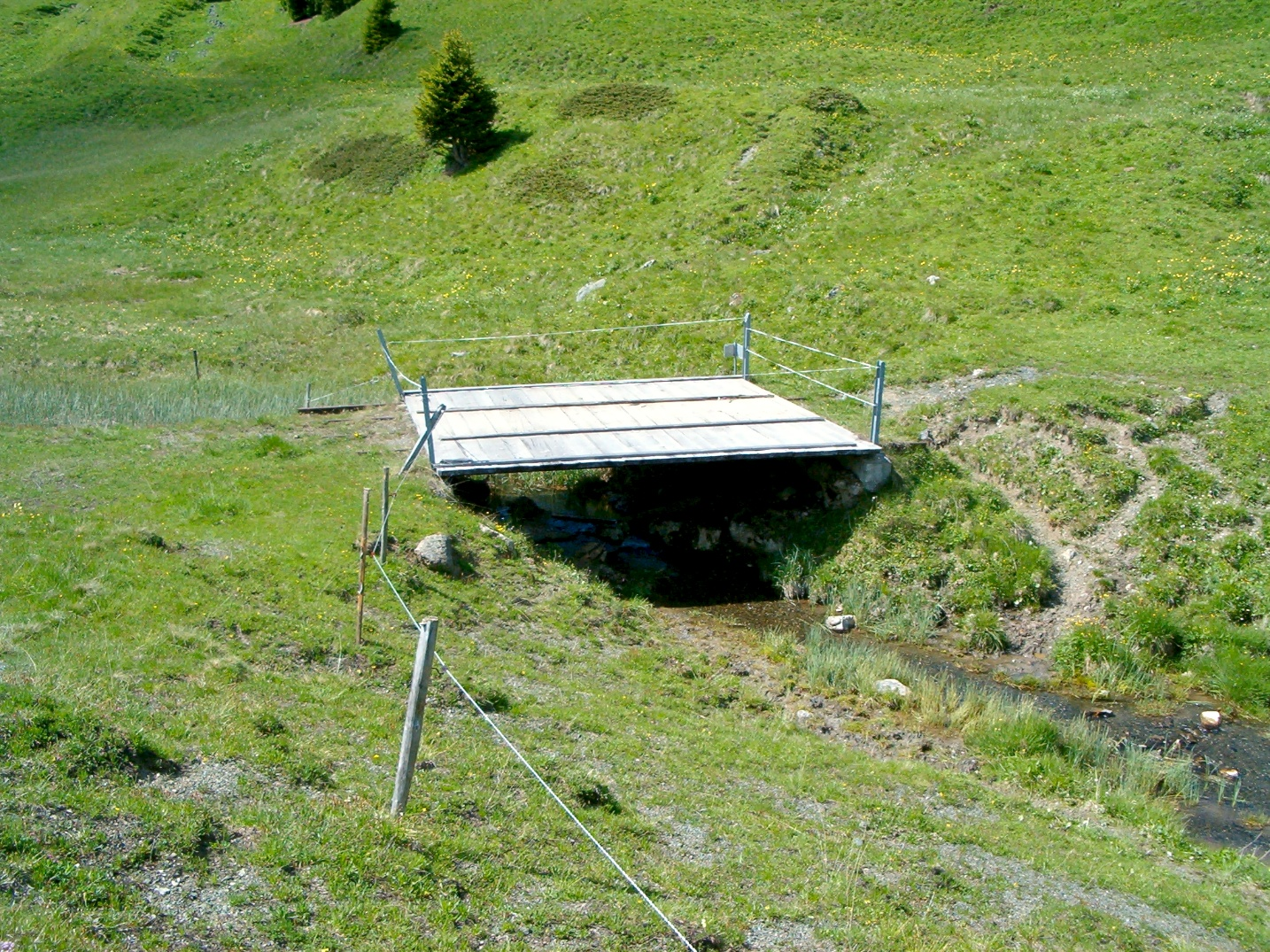
Reste des früheren Damms mit Seebach am Unter Prätschsee

Der Seebach ergoss sich mit grosser Gewalt Richtung Litzirüti. Felsblöcke im Ausmass von kleinen Häusern wurden aus dem Tobel herausgeschwemmt, und grosse Fichten fuhren stehend zu Tal. Es wurden erhebliche Zerstörungen an Häusern, Ställen sowie an der Kantonsstrasse und der Bahnlinie angerichtet. In der Folge lief eine internationale Hilfsaktion an, die vom 1. Juli bis zum 15. Oktober 1935 dauerte und 172 Freiwillige aus 14 Nationen bei den Aufräumarbeiten der Langwieser Bevölkerung und der Feuerwehr Arosa mithelfen liess. Seit 1768 hatte es an dieser Stelle kein vergleichbares Ereignis mehr gegeben. Die Gemeinde Langwies errichtete hierauf in der Litzirüti umfangreiche Wasserschutzbauten.
1942 pachtete der Fischereiverein Arosa den Unter Prätschsee und setzte Forellen ein. In der Folge zeigten sich regelmässig Fischreiher am Ufer. Auch Birkhühner und Wachteln halten sich in der Gegend auf. Beim Zufluss finden sich wie beim Schwarzsee eine Reihe von Braunmoosen, Seggen und Simsen.

### Besonderes
Der Unter Prätschsee ist heute touristisch nicht mehr direkt erschlossen. Er hat deswegen schon fast den Charakter eines Naturreservats erlangt. Ein markierter Wanderweg führt von Maran ein gutes Stück oberhalb des Sees entlang zur Prätschalp. Von diesem ist ein Abstecher zum See jedoch problemlos möglich.
Aufgrund der geringen Wassertiefe und fortschreitender Verlandung kann heute faktisch nicht mehr gebadet werden. Für die Fischerei ist er grundsätzlich freigegeben. In sehr kalten Herbsten soll es bisweilen möglich sein, auf dem schwarzgefrorenen See Schlittschuh zu laufen.

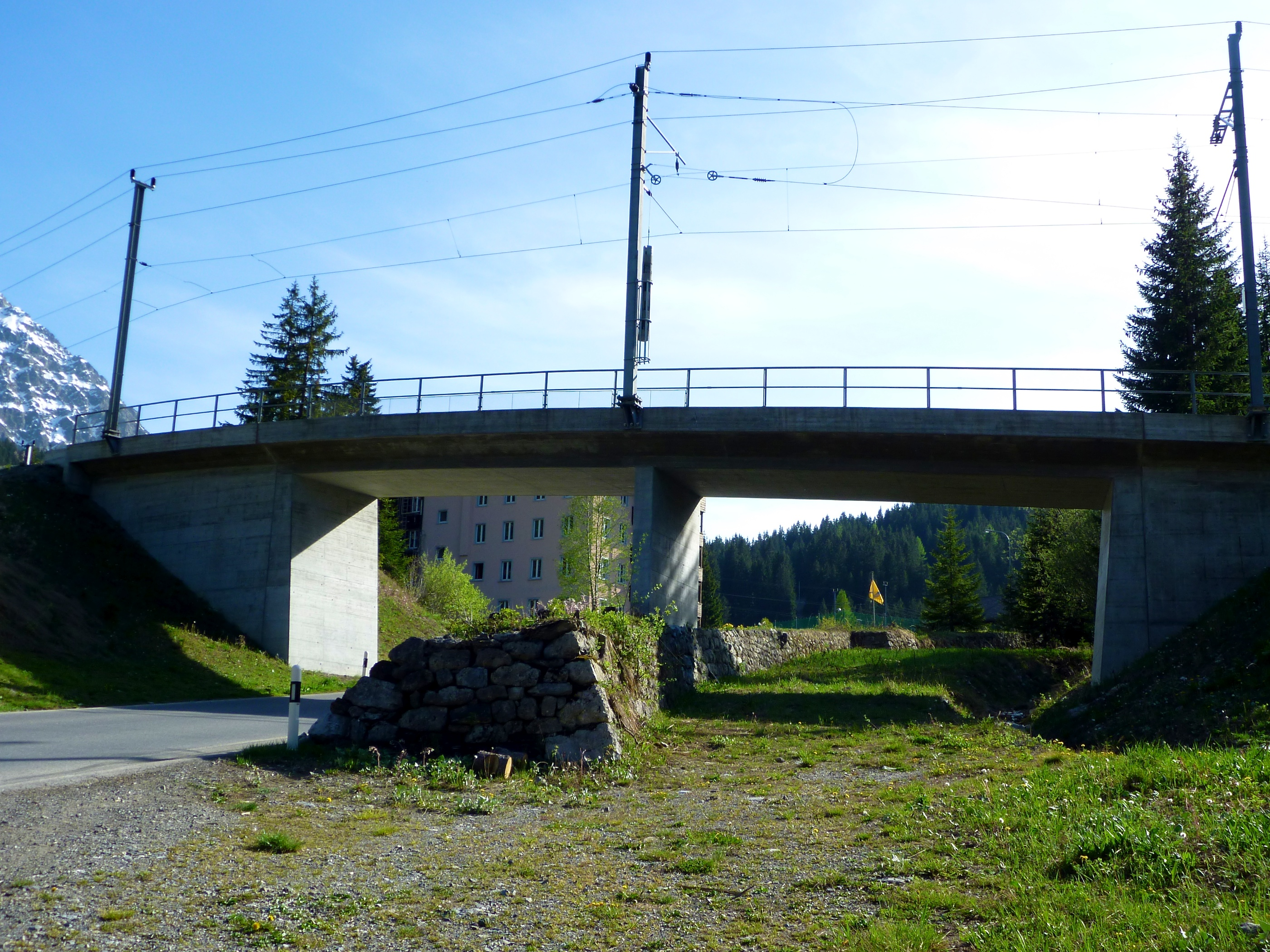
Wasserschutzbaute bei Strasse und Eisenbahnbrücke in der Litzirüti

## Namensherkunft
Die Herkunft der Bezeichnung Prätsch ist unklar. Frühe urkundliche Erwähnungen nennen "Pradaz", "Pretsch" (1387) und 1428 erstmals "Prätsch". Dass sich der Name vom schweizerdeutschen "Bretsch" (Steingeröll, Felsblock) herleitet, ist angesichts der rätoromanischen Prägung der Gegend unwahrscheinlich. Nicht zuletzt aufgrund der Topografie und der traditionellen Nutzung des Gebiets dürfte ein romanischer Ursprung wie etwa "Bubretsch" (Rinderweide) oder "Pra/Prada" (Wiese) mit dem Augmentativum "atsch" eher zutreffen. Die Gegend Prätschli (ursprünglich Prätschji) bei Maran erhielt ihren Namen von den ab dem 13. Jahrhundert in Arosa eingewanderten Walsern. Es handelt sich dabei um eine direkte Abwandlung beziehungsweise Verkleinerungsform von Prätsch.